# Šetači
Šetači su hrvatski glazbeni sastav iz Splita. Sviraju rock'n'roll a u glazbeni izričaj uključen im je i novi val.

## Povijest
Osnovali su ga zime 2008. godine Božo Gabrić i Hrvoje Slipčević-Klinjo. Sastav je djelovao u više postava i odsvirao dosta koncerata. Od niza nastupa od kojih ističe se kad su predgrupa na rođendanskom koncertu Goranu Bari na tvrđavi Gripama. Nastupili su na festivalu Evo ruke u Splitu 2017. godine. Svoj su prvi singl Dok ljubav osjećam blizu premijerno predstavili 16. listopada 2018. godine. Produciralo ga je osoblje studija Bozon, Saša Antić i Tomislav Vukušić. Autor teksta je Božo Gabrić, glazbu i aranžman potpisuju Hrvoje Slipčević (autor teksta pjesme Između nas i koautor teksta pjesme Galaksija), Dragan Škundrić, Luka Žižić i Ivan Škvorc. Redatelj spota je Toni Banov. Prvi album nosi naslov Galaksija koji su listopada 2018. objavili u izdanju Dallas Recordsa.

## Diskografija
- Galaksija, 2018.[5]

## Članovi
Članovi su do sada sve bili:
- Božo Gabrić – vokal, ritam gitara, usna harmonika
- Hrvoje Slipčević-Klinjo – bas gitara, prateći vokal
- Miro Dobrović – solo gitara
- Ivan Škvorc – saksofon, prateći vokal
- Toni Banov – bubnjevi, udaraljke, prateći vokal
- Goran Borovčić Kurir - solo i ritam gitara, prateći vokal
- Denis Matan - gitara
- Toni Gunjača - bas gitara
- Mislav Norac - saksofon
- Bruno Pavletić - bubnjevi

## Vanjske poveznice
- Facebook
- Instagram
- Šetači na jednoj od svojih proba 2011., kanal Bože Gabrića na YouTubeu, postavljeno 6. svibnja 2013.